# Efeito barba verde

O efeito barba verde é uma forma de seleção na qual indivíduos com genes que produzem características únicas observáveis selecionam indivíduos com a característica específica e, portanto, o mesmo gene. Nesta ilustração, os indivíduos acasalam-se seletivamente com indivíduos da mesma cor de cabeça.

O efeito barba verde é um experimento mental usado na biologia evolutiva para explicar o altruísmo seletivo entre os indivíduos de uma espécie.
A ideia de um alelo de barba verde foi proposta pelo biólogo William D. Hamilton em seus artigos de 1964,   e recebeu o nome do exemplo usado por Richard Dawkins ("Eu tenho uma barba verde e serei altruísta para qualquer outra pessoa com barba verde") em O Gene Egoísta (1976). 
Um efeito de barba verde ocorre quando um alelo, ou um conjunto de alelos ligados, produz três efeitos expressos (ou fenotípicos):
- uma característica — a hipotética "barba verde"
- reconhecimento dessa característica por outros; e
- tratamento preferencial de indivíduos com a característica

O portador do gene (ou um alelo específico) está essencialmente reconhecendo cópias do mesmo gene (ou um alelo específico) em outros indivíduos. Enquanto a seleção de parentesco envolve altruísmo a indivíduos relacionados que compartilham genes de uma forma não específica, os alelos de barba verde promovem o altruísmo em relação a indivíduos que compartilham um gene que é expresso por uma característica fenotípica específica. Alguns autores também observam que os efeitos da barba verde podem incluir "despeito" para indivíduos sem o gene da "barba verde".  Isso pode ter o efeito de delinear um subconjunto de organismos dentro de uma população que é caracterizado por membros que mostram maior cooperação uns com os outros, formando uma "camarilha" que pode ser vantajosa para seus membros que não são necessariamente parentes. 
O efeito da barba verde pode aumentar o altruísmo nos fenótipos da barba verde e, portanto, sua presença em uma população, mesmo que os genes auxiliem no aumento de genes que não são cópias exatas; tudo o que é necessário é que expressem as três características exigidas. Os alelos de barba verde são vulneráveis a mutações que produzem o traço perceptível sem o comportamento auxiliar.

## Exemplos
Os biólogos evolucionistas têm debatido a validade potencial dos genes da barba verde, sugerindo que seria extraordinariamente raro um único ou mesmo um conjunto de genes ligados produzir três efeitos fenotípicos complexos. Essa crítica levou alguns a acreditar que eles simplesmente não podem existir ou que só podem estar presentes em organismos menos complexos, como os microrganismos. Várias descobertas nos últimos dez anos iluminaram a validade dessa crítica.
O conceito permaneceu uma possibilidade meramente teórica sob o modelo de gene egoísta de Dawkins até 1998, quando um alelo de barba verde foi encontrado pela primeira vez na natureza, na formiga-de-fogo (Solenopsis invicta). As rainhas da colônia poligínica são heterozigotas (Bb) no locus do gene Gp-9. Sua prole operária pode ter genótipos heterozigotos (Bb) e homozigotos (BB). Os pesquisadores descobriram que rainhas homozigotas dominantes (BB), que na forma selvagem produzem colônias monogênicas em vez de poligíneas, são especificamente mortas quando introduzidas em colônias poligênicas, na maioria das vezes por operárias heterozigotas (Bb) e não homozigotas (BB). Eles concluíram que o alelo Gp-9b está ligado a um alelo barba-verde que induz as operárias com este alelo a matar todas as rainhas que não o possuem. Uma conclusão final observa que as operárias são capazes de distinguir rainhas BB de rainhas Bb com base em uma sugestão de odor. 
O gene csA no mofo Dictyostelium discoideum, descoberto em 2003, codifica uma proteína de adesão celular que se liga a proteínas gp80 em outras células, permitindo a formação de corpos de frutificação multicelulares no solo. Misturas de células knockout csA com células de tipo selvagem produzem esporos, "nascidos" dos corpos de frutificação, que são 82% de tipo selvagem (TS). Isso ocorre porque as células do tipo selvagem são melhores em aderir e se combinam mais efetivamente em agregados; células knockout (KO) são deixadas para trás. Em substâncias mais adesivas, mas menos naturais, as células KO podem aderir; As células TS, ainda melhores em aderência, classificam-se preferencialmente no pedúnculo. 
Em 2006, o reconhecimento do efeito barba verde foi visto no comportamento cooperativo entre os morfos de cor em lagartos com manchas laterais, embora os traços pareçam ser codificados por vários loci em todo o genoma. 